# Hendrik Hoeymaker

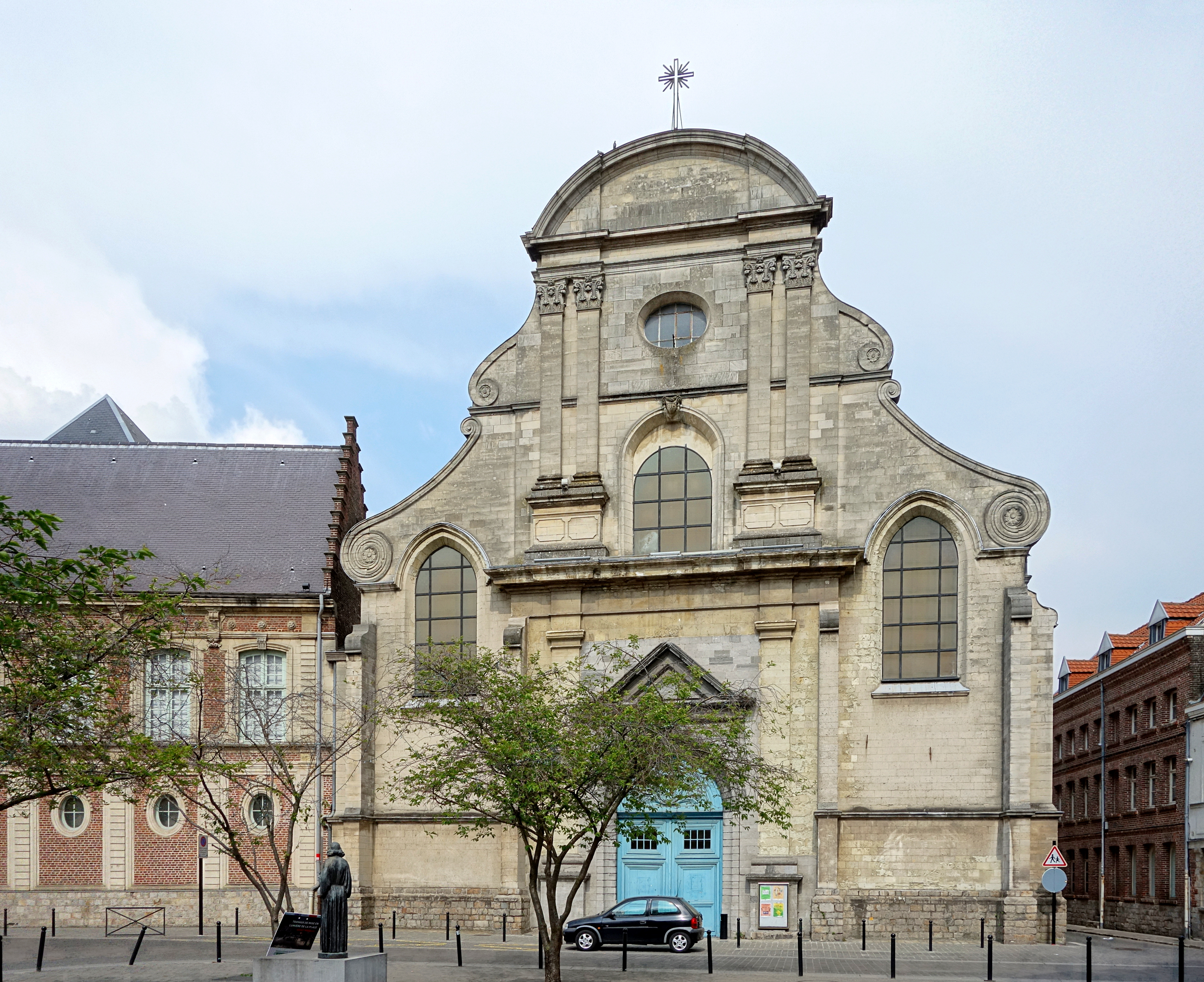
Église Saint-Nicolas, Valenciennes

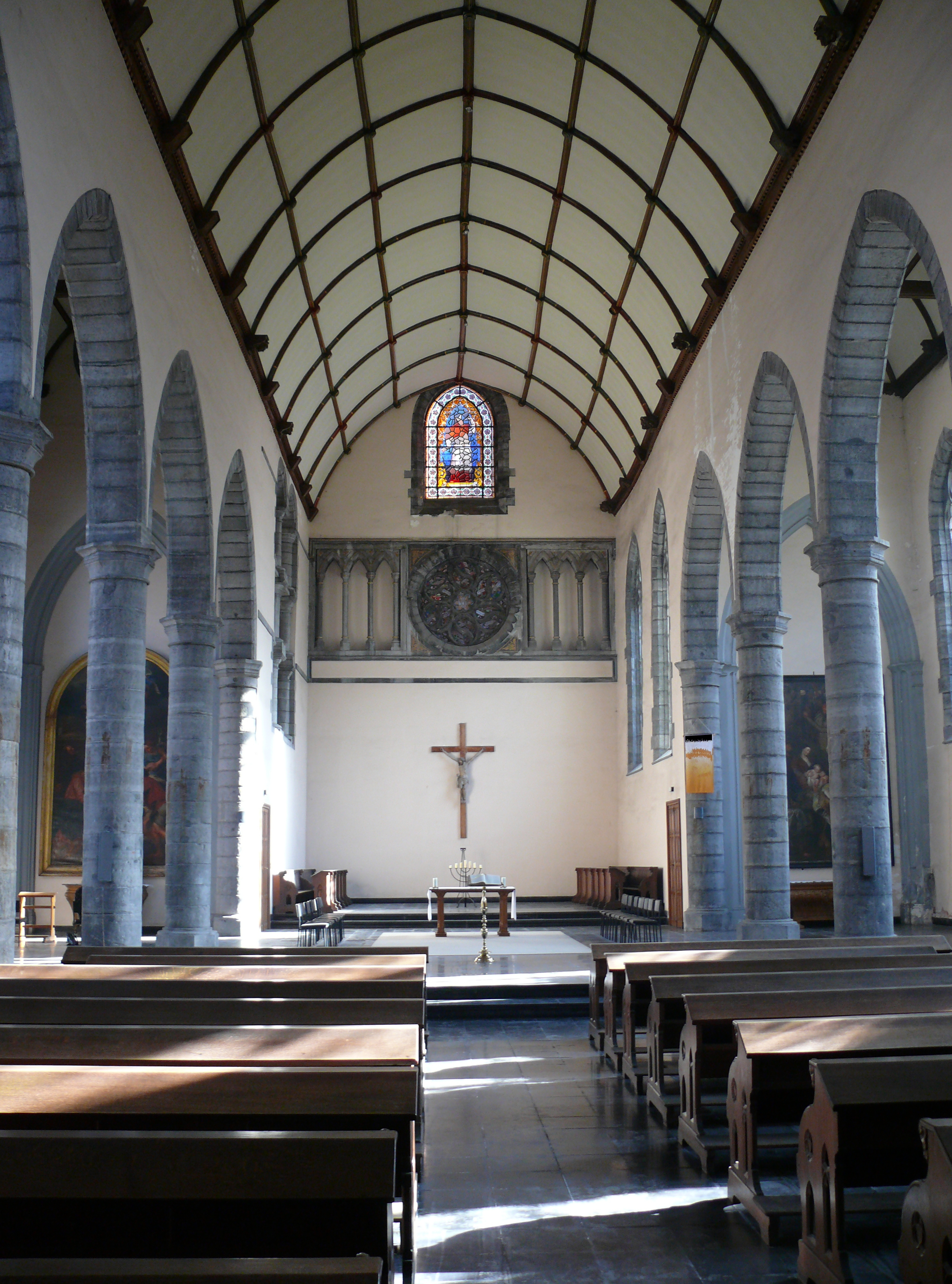
Église du Seminaire, Doornik

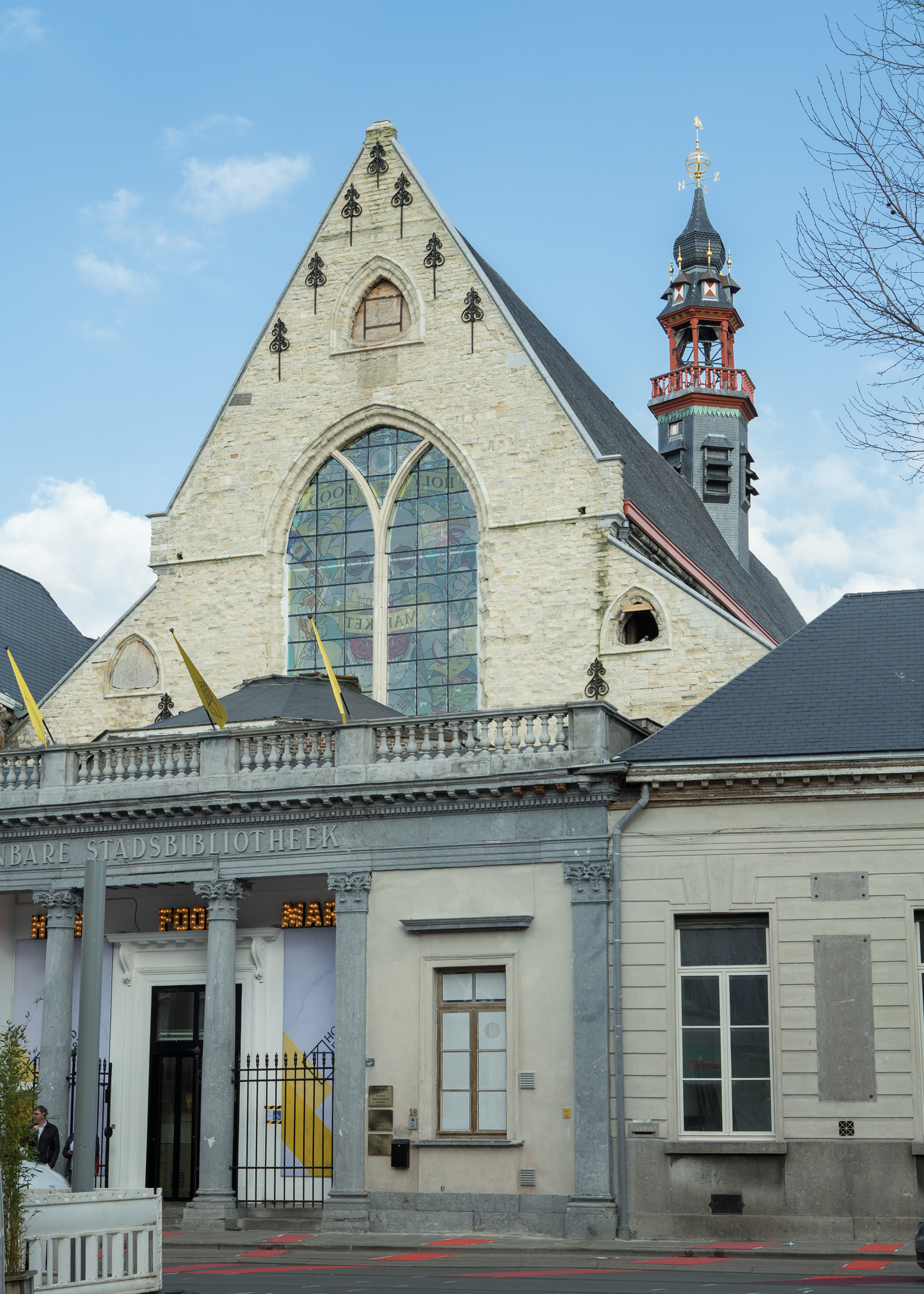
Baudelokapel, Gent (soms toegeschreven aan Hoeymaker)

Hendrik Hoeymaker (Brugge, 22 december 1559 - Doornik, 11 november 1626) was een architect en lekenbroeder bij de jezuïeten. Voor zijn orde tekende hij verschillende laatgotische kerken in de Spaanse Nederlanden.

## Leven
Hoeymaker was een metserszoon uit Brugge en werd opgeleid binnen het metselaarsgilde. Zijn ouders waren voldoende bemiddeld om hem te laten studeren aan de Latijnse school. Daarna onderwees hij anderhalf jaar grammatica in Atrecht en vatte hij studies filosofie aan, die hij echter om familiale redenen moest afbreken. Terug in Brugge werkte hij weer in de bouw. In 1585 besliste hij in te treden bij de jezuïeten, een contrareformatorische orde die betrekkelijk nieuw was in de Nederlanden en die veel coadjutoren nodig had om werven te leiden. Ze zouden hem herhaaldelijk aanbieden verder te studeren tot de priesterwijding, maar dat sloeg hij af. Hoeymaker bleef altijd een lekenbroeder.
Zijn eerste bekende projecten waren provisoire kapellen in Maastricht (1587), Ieper (1593) en Rijsel. In de jezuïetencolleges werd dagelijks naar de mis gegaan en ook voor het evangelisatiewerk waren gebedshuizen nodig. Gedurende de jaren 1596-1600 verbleef Hoeymaker bij de jezuïeten in Leuven om hun complex te renoveren en een kapel te bouwen. Echte jezuïetenkerken bouwde hij voor het eerst in Doornik (1601-1604) en Valencijn (1601-1613), tegenwoordig resp. de Église du Seminaire en de Église Saint-Nicolas. Zeker op die laatste werf was hij regelmatig aanwezig, wat enigszins atypisch was voor bouwmeesters zoals hij er nu een was.
Ondanks zijn theoretische scholing was Hoeymaker minder beïnvloed door de nieuwe bouwstijlen uit Italië, in tegenstelling tot zijn stads- en ordegenoot Pieter Huyssens. Hoeymakers werk wordt soms als nagotiek bestempeld. Zijn traditionele opvattingen kwamen tot uiting in zijn volgende opdracht voor de Brusselse jezuïetenkerk. Hij tekende een hallenkerk zonder kruisbeuk, waarvan de bouw startte in 1606, maar door problemen met grondwater werd de werf stilgelegd. De jezuïeten profiteerden ervan om in 1610 een andere architect aan te stellen, Jacques Francart. Hij was met Wenzel Coberger de man die de Italiaanse barok meebracht naar de Zuidelijke Nederlanden.
Ondertussen was Hoeymaker bezig met zijn belangrijkste werk, de jezuïetenkerk van Gent (1606-1618). Opnieuw was de hoofdstijl gotisch, maar de bouwmeester toonde zich ook bekend met de vitruviaanse ideeën zoals gepromoot in het boek Architecture van Philibert Delorme. Het resultaat, de laatste gotische kerk van de Nederlanden, zou in 1659 grondig worden getransformeerd omdat men Willem van Hees vroeg een barokinterieur aan te brengen en de buitengevels te stuccen. In 1798 werd het gebedshuis onder Frans bewind gesloopt. Nog in Gent was Hoeymaker misschien verantwoordelijk voor de Baudelokapel. Dit is niet gedocumenteerd, maar zowel de stijl als de chronologie maken zijn auteurschap mogelijk.
Zijn laatste grote kerk was de collegekerk van Bergen (1608-1617), waarvoor hij samenwerkte met de jezuïeten-bouwmeesters François d'Aguilon en Jean du Blocq. Die laatste, toen werkzaam aan de noviciaatskerk van Doornik, liet zich graag door Hoeymaker adviseren. Ook de Bergense kerk van Hoeymaker heeft de tand des tijds niet overleefd.

## Gestolen schetsboek
Een origineel schetsboek met maaswerk en steenhouwersmallen werd door Braun toegeschreven aan Hoeymaker en gesitueerd begin 17e eeuw. Het bevatte werktekeningen voor de kerken in Bergen, Brussel, Doornik, Gent, Heure en Valenciennes, met telkens annotities in het Nederlands, Frans en Latijn. Het bevestigde dat hij vooral in de gotische traditie stond maar tegelijk de klassieke vormentaal uit Italië begon te assimileren. Het album werd in 1980 gestolen tijdens een tentoonstelling in Parijs. Een fotografische reproductie is bewaard in de Universiteitsbibliotheek Gent.

## Voetnoten
1. ↑  Volgens Parent 1926, p. 68-75
2. ↑  Hs. G. 6075 (afgedrukt in Lenaerts 1992, p. 63-70)

- Union List of Artist Names: 500319593
- Virtual International Authority File: 305191160